# Scotty Lago
Pour les articles homonymes, voir Lago.
Scotty « Scott » Lago, né le 12 novembre 1987 à Seabrook, est un snowboarder américain. Il est surtout connu pour avoir été médaillé de bronze aux Jeux olympiques d'hiver de 2010 en half-pipe (derrière Shaun White et Peetu Piiroinen) et ses participations aux X Games.

## Palmarès

### Jeux olympiques d'hiver
- Jeux olympiques d'hiver de 2010 à Vancouver, au Canada :
  -  Médaille de bronze en half-pipe

### Coupe du monde
- 1 petit  globe de cristal :
  - Vainqueur du classement halfpipe en 2013.
- 3 podiums dont 1 victoire.